# 1155 w polityce
Wydarzenia polityczne w 1155 roku.

## Wydarzenia
- 18 czerwca koronacja cesarska Fryderyka Rudobrodego[1].
- Hadrian IV zezwolił Henrykowi II na podbój Irlandii[2].

## Zmarli
- Sigurd II Gęba, współkról Norwegii[3].